# 長岡車站 (日本)
長岡車站（日语：〔〕／〔〕 Nagaoka eki */?）是位於日本新潟縣長岡市城內町，由東日本旅客鐵道（JR東日本）所經營的鐵路車站。本站是JR東日本所屬的上越新幹線與在來線幹線路線信越本線的交會車站，除此之外鄰近的另一條幹線路線上越線雖然是以隔鄰的宮內作為終點，但行駛於該路線上的列車，實際上卻是以本站作為起訖車站。

## 車站結構

### JR東日本
在來線月台位於東口側，是地面車站，3面5線。

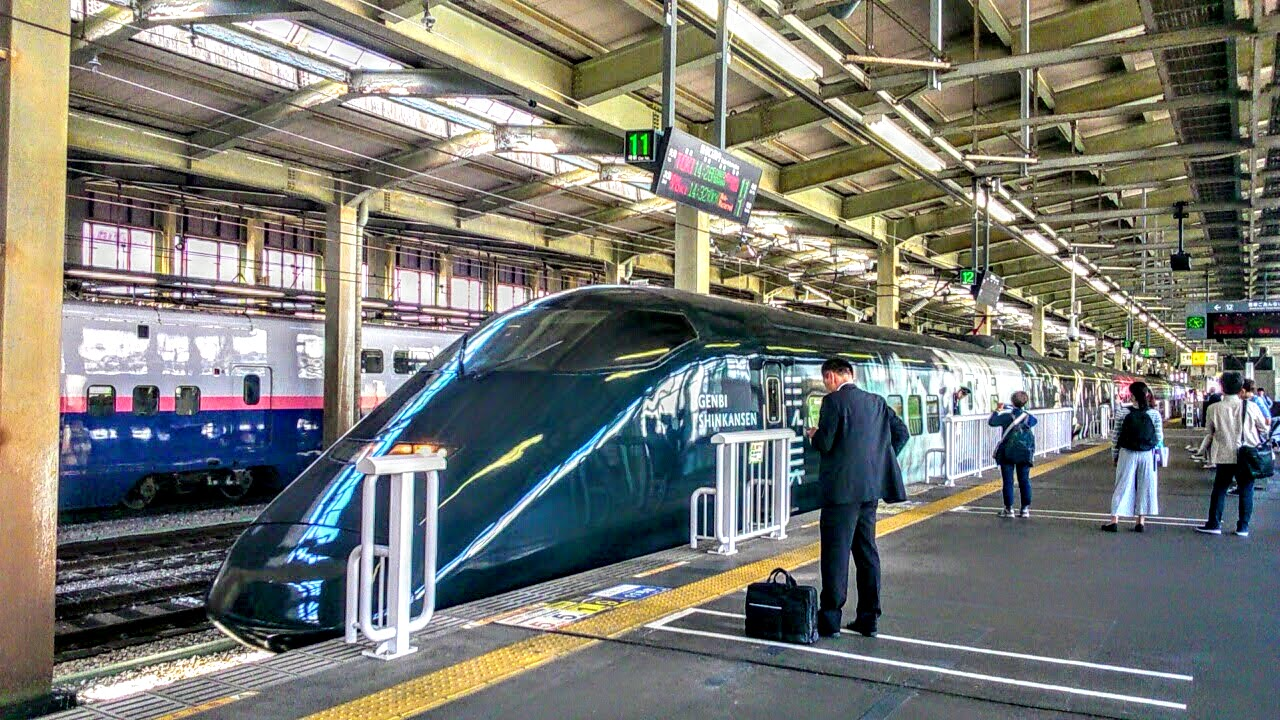

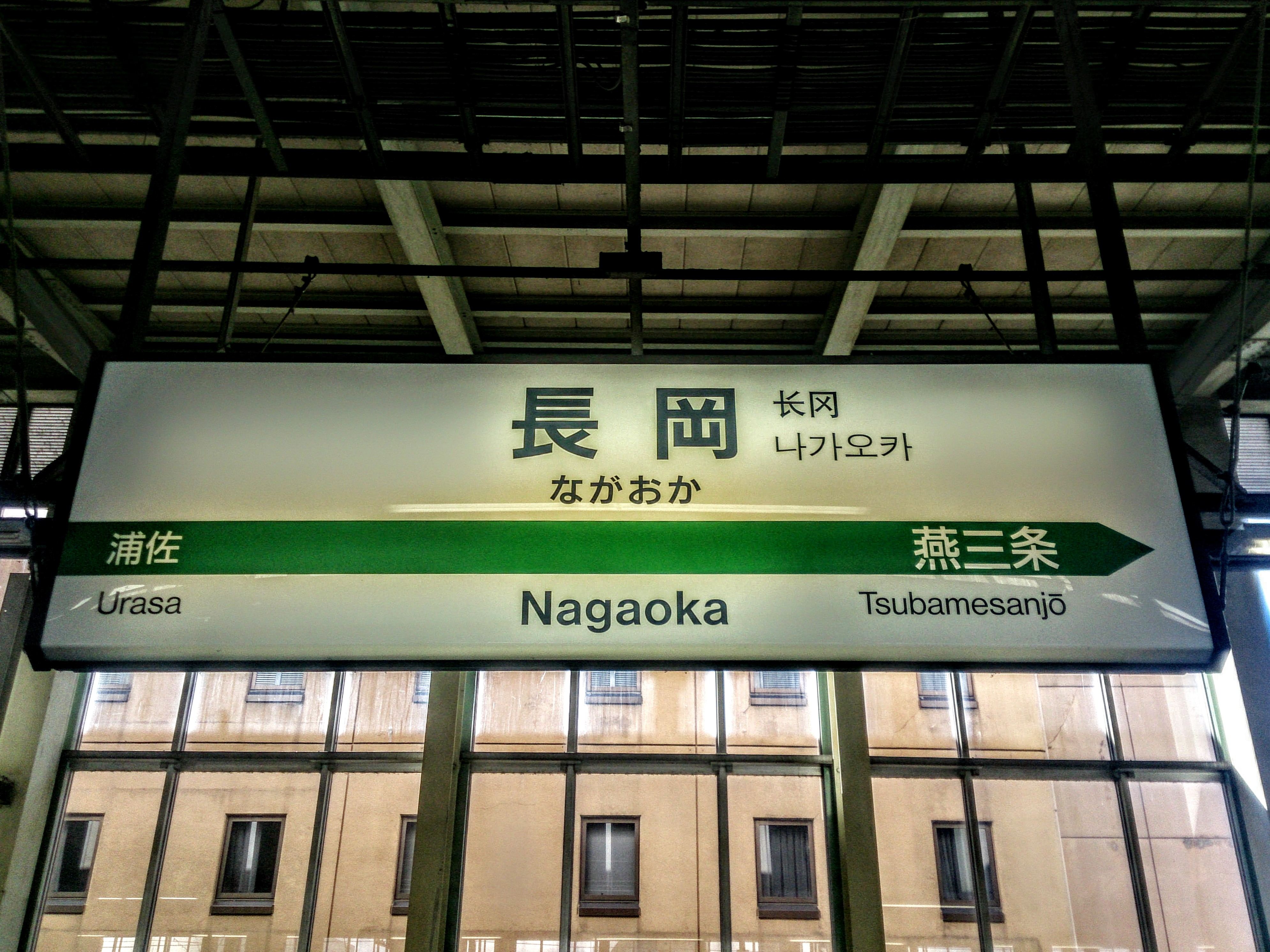

新幹線月台位於3樓，是高架車站，對向式月台2面2線與中央通過線2條。
此站現時為2面2線，並曾有計劃擴建成2面4線，將上越新幹線連接青森至大阪的計劃中新幹線「日本海縱貫新幹線」（又稱羽越新幹線）。因此，青森至大阪之間需要與東京作T字型連結。然而直至現時為止，仍沒有興建羽越新幹線的計劃。

#### 在來線月台配置
| 月台 | 路線                         | 方向                         | 目的地                             |
| ---- | ---------------------------- | ---------------------------- | ---------------------------------- |
| 1    | （只限通過列車使用，不開放） | （只限通過列車使用，不開放） | （只限通過列車使用，不開放）       |
| 2    | ■信越本線                    | 下行                         | 東三條、新津、新潟方向             |
| 3－5 | ■信越本線                    | 下行                         | 東三條、新津、新潟方向             |
| 3－5 | ■信越本線                    | 上行                         | 来迎寺、柏崎、直江津方向           |
| 3－5 | ■上越線                      | -                            | 小千谷、越後川口、小出、六日町方向 |

#### 新幹線月台配置
| 月台 | 路線       | 方向 | 目的地   |
| ---- | ---------- | ---- | -------- |
| 11   | 上越新幹線 | 下行 | 新潟方向 |
| 12   | 上越新幹線 | 上行 | 東京方向 |

### 越後交通（廢線）
地面車站，有人站。

#### 月台配置
| 月台 | 路線    | 目的地                   |
| ---- | ------- | ------------------------ |
| 1、2 | ■栃尾線 | 上見附、栃尾、悠久山方向 |

## 相鄰車站
東日本旅客鐵道
上越新幹線
浦佐－長岡－燕三條
■信越本線
- 特急「白雪」、快速「Rakuraku Train信越」「早安信越」停車站

■快速
宮內－長岡－見附
■普通
宮內－長岡－北長岡
■上越線（宮內站為止為信越本線）
宮內－長岡

### 曾經存在的路線
越後交通
栃尾線
高校前－長岡－袋町

## 外部連結
- （日語）長岡車站（JR東日本）
- （日語）CoCoLo長岡（車站賣場） （页面存档备份，存于）

37°26′52″N 138°51′15″E / 37.44778°N 138.85417°E